# Паметна бицикла ДС
Паметна бицикла ДС је систем за дељење бицикла имплементиран у августу 2008. године са 120 бицикли и 10 аутоматских изнајмљујућих локација у централном пословном делу Вашингтона, мрежа била је прва такве врсте у Северној Америци,, али је замењена са много већим системом који је јавно финансиран од капиталним Бикешером у јесен 2010. године. Паметна бицикла ДС званично је престала са радом у јануару 2011.
Програм је био јавно-приватно партнерство између Одсека за транспорт Дистрикт Колумбијe и рекламне компаније Клир Шанел Оутдор, која управља сличним аутоматизованим системима за изнајмљивање бицикала у Француској, Норвешкој, Шведској и Шпанији . "Програм компјутеризованог изнајмљивања бицикла " је укључен, на инсистирање тадашњег Министарства Министра Дан Тангхерлини, у септембру 2005. године град уговара заклон са Клир Шанел Адсхел-ом. Међутим, требало је скоро три године да се програм покрене до краја мандата градоначелника Антонија Вилиамса. Годишњи оперативни трошкови система финансирани су комбинацијом прихода од оглашавања и претплате корисника и / или најамнине, а ДС је примао кварталне исплате на основу чланарине.
Нови министар Габе Клеин ступио је на дужност четири месеца након што се програм покренуо са жељом да га прошири, али је закључио да је приватни партнер имао "слабу преданост". Споразумом је посебно забрањено да министарство плати за било шта што је повезано са Паметном бициклом, тако да је проширење захтевало да министарство поново преговара о уговору. На свом првом састанку са Клир Шанел-ом, открио је да је Клир Шанел веровао да је добио лош уговор о оригиналном уговору о аутобуском склониште, да након куповине од стране Бин Капитал-а више нису били заинтересовани за “општински улични намештај” и да нису имали ни жељу ни обавезу да прошири програм. Као резултат тога, Габе Клеин је одлучио да склопи угобор и инсистирао да партнер Арлингтон Каунти, ВА изгради регионални дељива бицикла програм Капитал Бикешер . Неколико месеци након што је Капитал Бикешер почео крајем 2010. године, Паметна бицикла ДС је престала са радом.
Након тога, бицикле су донирали од стране КлирШанела Балтиморе, станице су уклоњене на трошак КлирШанела и уговор је измијењен како би се уклониле све референце са паметне бицикле дс.
Када је затварање било загарантовано, Вашингтон Сити Папер је критиковао програм због његове ниске употребе и ограниченог броја бициклистичких станица. Упркос томе, програм се сматра успехом других јер је пружио доказ концепта за његову побољшану и знатно проширену замену, Капитал Бикешер, као и друге бикешер системе широм земље. Такође је омогућио ДДОТ-у да развије властито знање о бикешеринг-у.